# Norra Varalöv
Norra Varalöv är en bebyggelse, belägen där länsväg M 107 korsar länsväg M 112 i Strövelstorps socken i Ängelholms kommun. Mellan 2015 och 2018 avgränsade SCB här en småort. Vid avgränsningen 2018 klassades den som en del av tätorten Strövelstorp.